# Alexander Mann (Bobfahrer)
Alexander Mann (* 11. November 1980 in München) ist ein ehemaliger deutscher Bobsportler.

## Werdegang
Mann besuchte in den Jahren 1991 bis 1995 das Albert-Einstein-Gymnasium in München, bevor er 1995 auf das schottische Internat Glenalmond College wechselte. Von 1999 bis 2002 studierte er auf der Universität in Essex Sport- und Trainingswissenschaften. Den Studiengang konnte er mit dem Bachelor Degree der Sport- und Trainingswissenschaften abschließen.
2007 begann er mit dem Studium der Medizin an der LMU in München. Frühe Erfolge erreichte er in der Leichtathletik, in Schottland betrieb er erfolgreich den Rugby-Sport, später konnte er hier sogar das Deutsche 7ner Team in Twickenham und Paris unterstützen.
Bereits 2002 begann Mann mit dem Bobsport. Im Juniorenalter, welches im Bobsport bis zum 27. Lebensjahr gilt, konnte er mit Christoph Gaisreiter Junioren Weltmeister im Zweier- sowie im Viererbob bei der Bob-Junioren-Weltmeisterschaft 2005 in Winterberg werden. In der folgenden Saison konnte er mit Gaisreiter im Viererbob Vize-Juniorenweltmeister von Igls werden. Die folgende Saison verbrachte Mann im Viererbob-Team von Manuel Machata, mit dem er einen dritten Platz bei der Junioren-WM in Altenberg erzielen konnte.
Seit 2008 war Alexander Mann Anschieber sowohl im Zweier- als auch im Viererbob von Bobpilot Matthias Höpfner. Bereits in seinem ersten Weltcuprennen am 2. Februar 2008 auf der Bobbahn am Königssee konnte er mit Höpfner seinen ersten Weltcupsieg im Zweierbob feiern. Höpfner hatte zuvor mehr als zwei Jahre kein Weltcup-Rennen gewonnen. Am 10. Februar 2008 beim Weltcup in Winterberg machte Alexander Mann von sich reden, als er ausrutschte, große Probleme beim Einsteigen in den Viererbob hatte und die Fahrt schließlich verkehrt herum sitzend zu Ende brachte.
Bei der Weltmeisterschaft 2008 in Altenberg am 16. und 17. Februar 2008 verpasste er zunächst mit seinem Piloten Matthias Höpfner um acht Hundertstel als Viertplatzierter im Zweierbob eine Medaille, nachdem sie in den ersten drei von vier Läufen auf dem dritten Medaillenrang lagen. Im Viererbob jedoch gelang ihnen mit der Bronzemedaille am 23. und 24. Februar 2008 der ersehnte Erfolg; für Matthias Höpfner war es die erste Medaille überhaupt bei Weltmeisterschaften oder Olympischen Spielen.
Alexander Mann hat am 17. Februar 2008 ein Trostpflaster für die verpasste Zweierbob-Medaille bekommen: Mit der deutschen Mannschaft wurde er in Altenberg Team-Weltmeister 2008. Mit einem Vorsprung von 1,78 Sekunden gewann die deutsche Mannschaft mit Matthias Höpfner und dem bei der Sportschule Fürstenfeldbruck-Puch als Trainer beschäftigten Alexander Mann im Zweierbob diese Wertung vor Kanada und den Vereinigten Staaten. Zum Team gehörten Rekord-Weltmeisterin Sandra Kiriasis und Berit Wiacker, Matthias Höpfner und Alexander Mann im Zweierbob sowie die Skeleton-Asse Anja Huber und Sebastian Haupt.
Nachdem sich Höpfner im folgenden Jahr bei dem Weltcup in Igls die Achillessehne riss und somit seine Karriere aufgeben musste, wechselte Alexander Mann noch im selben Jahr zum Team Angerer. Bei der WM im Vierbob der gleichen Saison stürzten sie jedoch leider bereits im ersten Lauf der Weltmeisterschaft in Lake Placid.
In der Saison 2009/10 ist Mann Mitglied im Team Angerers von Karl Angerer und nahm an den Olympischen Spielen in Vancouver teil, hier konnte er den siebten Platz im Viererbob mit bis dato schnellstgemessener Geschwindigkeit (153,4 km/h) erreichen. In der Saison 2010/11 schaffte es Mann mit seinen Team Kollegen Gregor Bermbach und Christian Friedrich hinter Piloten Karl Angerer mit Startbestzeit auf Platz zwei im Viererbob bei der Weltmeisterschaft am Königssee. 2011 wurde Mann als Anschieber von Angerer Deutscher Meister.
In der olympischen Saison von Sotschi 2014 feierte Alexander Mann seinen letzten Weltcup (Königssee) mit einer Medaille der Europameisterschaften im Viererbob. Diese Bronzemedaille war mit Startbestzeit (4,80s) zugleich Francesco Friedrichs erster internationaler Männer Vierertitel und krönte eine erfolgreiche Bobkariere.
Schließlich konzentriert sich der Mediziner weiter auf seine schulische Karriere und schließt im Jahr 2015 sein Medizinstudium ab. Die erste Anstellung erfolgt im selben Jahr im medizinischen Lehrkrankenhaus der Ludwig-Maximilians-Universität München in Großhadern. Hier strebt Alexander Mann den Facharzt für Orthopädie und Unfallchirurgie an. Im Verlauf der Ausbildung, eignete sich Alexander Mann die Zusatzweiterbildung des Notfallmediziners/Notarzt an. Es folgte die Ausübung der Notarzt-Tätigkeit an dem Standort des NAW-Mitte (Florian München Mitte 70/1) in München.
Im Rahmen der Orthopädischen und Unfallchirurgischen Ausbildung, wechselte Alexander Mann zum 1. Januar 2019 in die Orthopädische Schön Klinik in Harlaching (Leitender Chefarzt M. Walther). Unter den Chefärzten Mehren (Wirbelsäulenabteilung) sowie Hermann Mayr (Knie-, Schulter- und Hüft-Endoprothetik), konnte er hier insbesondere Erfahrungen in diagnostischen und therapeutischen Bereichen der Wirbelsäulen- und Knie-Orthopädie sammeln. In dieser Zeit begann dieser zudem die Ausbildung in der Manuellen Medizin.
Eine weitere Anstellung folgte schließlich ab dem 1. März 2020, erneut im medizinischen Lehrkrankenhaus der Ludwig-Maximilians-Universität München in Großhadern, und diesmal in der Abteilung für Orthopädie und Physikalische Medizin. In der Abteilung stehen vor allem Schmerztherapeutische, Manual- und Sporttherapeutische konservative Maßnahmen im Vordergrund. Im Rahmen der Corona-Pandemie konnte Alexander Mann seine Kollegen der Anästhesie auf den Stationen ITS3 und ITS2 unterstützen (Chefarzt Zwißler).